# Wendy's
Wendy's ou Wendy's Old Fashioned Hamburgers é uma cadeia de restaurantes dos Estados Unidos, fundada em 1969 em Columbus, no estado do Ohio, nos Estados Unidos, por Dave Thomas. Atualmente, a sua sede encontra-se na cidade de Dublin, no Ohio.
Distingue-se pela forma quadrada dos seus hambúrgueres, que são designados como sendo "à moda antiga".
Em Março de 2010, havia cerca de 6650 restaurantes da rede em todo o mundo.
É a quarta maior cadeia de fast-food dos Estados Unidos, atrás da Burger King, da McDonald's e do Subway.
Ela encerrou suas operações no Brasil em 2020 após um período de tentativas de expansão no país. A decisão de fechar as unidades no Brasil foi motivada por vários fatores, incluindo dificuldades para competir com outras redes de fast food já estabelecidas, questões relacionadas a custos operacionais e desafios de adaptação ao paladar e preferências locais. 

## História
- 1969 - Dave Thomas abre o primeiro restaurante Wendy's.
- 1972 - tem início a franquia da marca Wendy's.
- 1975 - é aberto o primeiro restaurante fora dos Estados Unidos, no Canadá.
- 1976 - a empresa Wendy's International, Inc. entra na bolsa.
- 1977 - a empresa começa a transmitir anúncios na televisão.
- 1978 - é aberto o milésimo restaurante Wendy's, em Springfield, no Tennessee.
- 1979 - os restaurantes passam a ter um espaço para os clientes se servirem de saladas à sua vontade.
- 1981 - Dave Thomas aparece pela primeira vez em anúncios da Wendy's.
- 1986 - James W. Near torna-se presidente e lança uma grande restruturação.
- 1995 - a Wendy's compra a Tim Hortons, uma cadeia canadiana de cafés.
- 1997 - é aberto o 5000º restaurante Wendy's, em Columbus, no Ohio.
- 2002 - morre Dave Thomas, funador da rede.[4]
- 2008 - a Wendy's é adquirida pela Arby's.[3]
- 2016 - a Wendy's abre sua primeira loja no Brasil, em São Paulo.[5]
- 2020 -  Após cinco lojas, a rede anunciou o encerramento das lojas no Brasil.[6]

## Ligação externas
- «Página oficial» (em inglês)